# Qudama ibn Ja'far
Qudama ibn Ja'far al-Katib al-Baghdadi (en árabe: قدامة بن جعفر الكاتب البغدادي; ca. 873 – ca. 932/948), también conocido como Abu'l Faraj, fue un intelectual y político siríaco que se convirtió al islam y sirvió al califato abasí.
Poco es sabido con certeza sobre su vida y trabajo. Probablemente nació alrededor 873/874, posiblemente en Basora en una familia siríaca cristiana. Se convirtió al Islam alrededor de 902–908 y tuvo diversos puestos en la secretaría califal de Bagdad antes de ser elegido para gobernar el tesoro. Se han barajado varias fechas para su muerte, variando de 932 a 939/940 y 948.
De sus muchas obras solo tres se han preservado:
- El Kitab al-Kharaj (el Libro del impuesto sobre la tierra, o Libro del impuesto sobre la tierra y el arte del secretario), su mayor obra. Sólo se conserva la segunda mitad del libro, con cuatro de sus ocho secciones originales. Escrito después de 928 como manual para administradores, trata la estructura estatal y militar, incluyendo detalles geográficos con valiosas descripciones de los vecinos del califato como el Imperio bizantino. También incluía una sección ahora perdida sobre retórica literaria.[3][4]
- El Kitab al-Alfaz (Libro de las Palabras) o Jawahir al-Alfaz (Joyas de las Palabras), una recopilación de sinónimos y frases para el uso de poetas y oradores, así como un manual de figuras literarias.
- El Kitab Naqd al-shi'r (Libro sobre la crítica poética), un ensayo y guía para la composición de poesía.[5]